# Rizdwianka (obwód zaporoski)
Rizdwianka (ukr. Різдвянка) – wieś na Ukrainie, w obwodzie zaporoskim, w rejonie zaporoskim, w hromadzie Ternuwate. W 2001 liczyła 791 mieszkańców, spośród których 769 wskazało jako ojczysty język ukraiński, 20 rosyjski, 1 polski, a 1 inny.